# Culex quasioriginator
Culex quasioriginator é um espécie de mosquito do género Culex, pertencente à família Culicidae.